# Ямбъяха (приток Нгарка-Тутысымаяхи)
Ямбъяха (устар. Ямб-Яха) — река в России, протекает в Ямало-Ненецком автономном округе. Впадает в реку Нгарка-Тутысымаяху. Длина реки — 20 км.

## Данные водного реестра
По данным государственного водного реестра России относится к Нижнеобскому бассейновому округу, водохозяйственный участок реки — Пур, речной подбассейн реки — подбассейн отсутствует. Речной бассейн реки — Пур.